# Cagliari
Denna artikel handlar om staden Cagliari. Se också Cagliari (provins).
Cagliari (CA) (latin Carales) är en stad och huvudort på Sardinien, Italien, samt storstadsregion Cagliari, före 2016 provinsen Cagliari. Staden har 154 500 invånare (2015). Staden, som har en viktig hamn, ligger vid på Sardiniens södra kust, vid Cagliaribukten. Cagliari är en mångsidig industristad.

## Historia
Det är troligt att området runt Cagliari varit bebott sedan förhistorisk tid medan grundandet av orten brukar tillskrivas fenicierna. Fenicierna börjar använda området som bas för sin handel med de nuraghiska sarderna, senast 600 f. Kr. Karthagerna kom senare att dominera och som Karalis blev orten en av deras största baser på Sardinien. Rom ockuperade Cagliari under de andra puniska kriget 218-201 f. Kr. och borgarna fick troligen fullständiga romerska medborgerliga rättigheter från Caesar. Cagliari blev huvudorten på ön tack vare den fina, skyddade hamnen. Staden blev också centralpunkten för det sardiska vägsystemet. Vandalerna erövrade Cagliari 454 e. Kr. och bysantinerna tog över 534. Araberna hade makt över staden från och med 700-talet och den låg tidvis i det närmaste övergiven för att återhämta sig först på 1200-talet. Cagliaris universitet grundades 1606. Under andra världskriget hyste Cagliari stora flyg- och flottbaser och blev också utsatt för svåra bombangrepp.

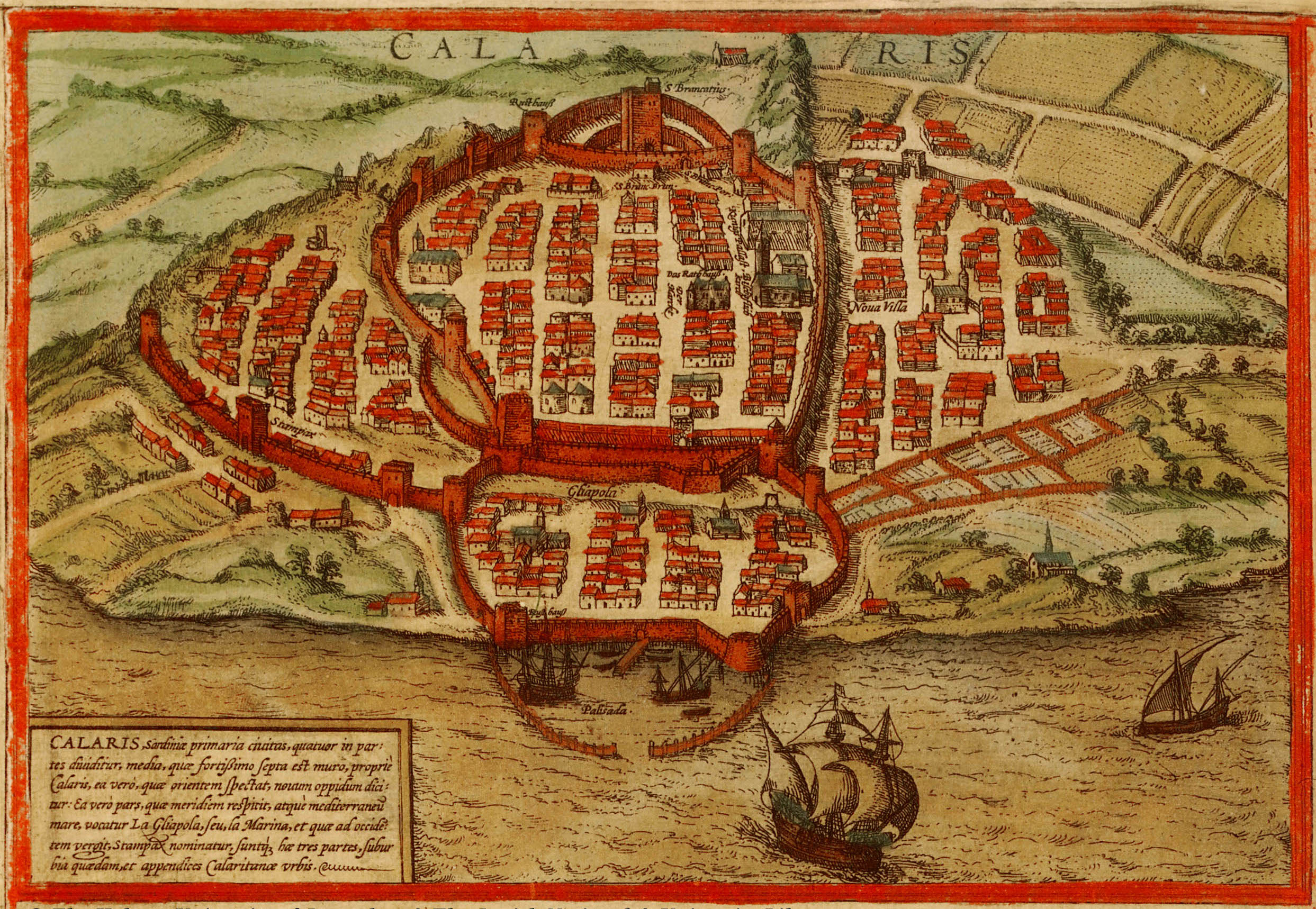
Cagliari 1572

## Ekonomi
I Cagliari tillverkas verkstadsprodukter, petrokemiska produkter och tobaks- samt livsmedelsprodukter. Här finns också Italiens största saliner, export av bly, zink och andra mineraler samt ett oljeraffinaderi.

## Sevärdheter
- En punisk nekropol från den karthagiska tiden
- En romersk amfiteater
- Katedralen Santa Cecilia, byggd 1257-1312.[1]

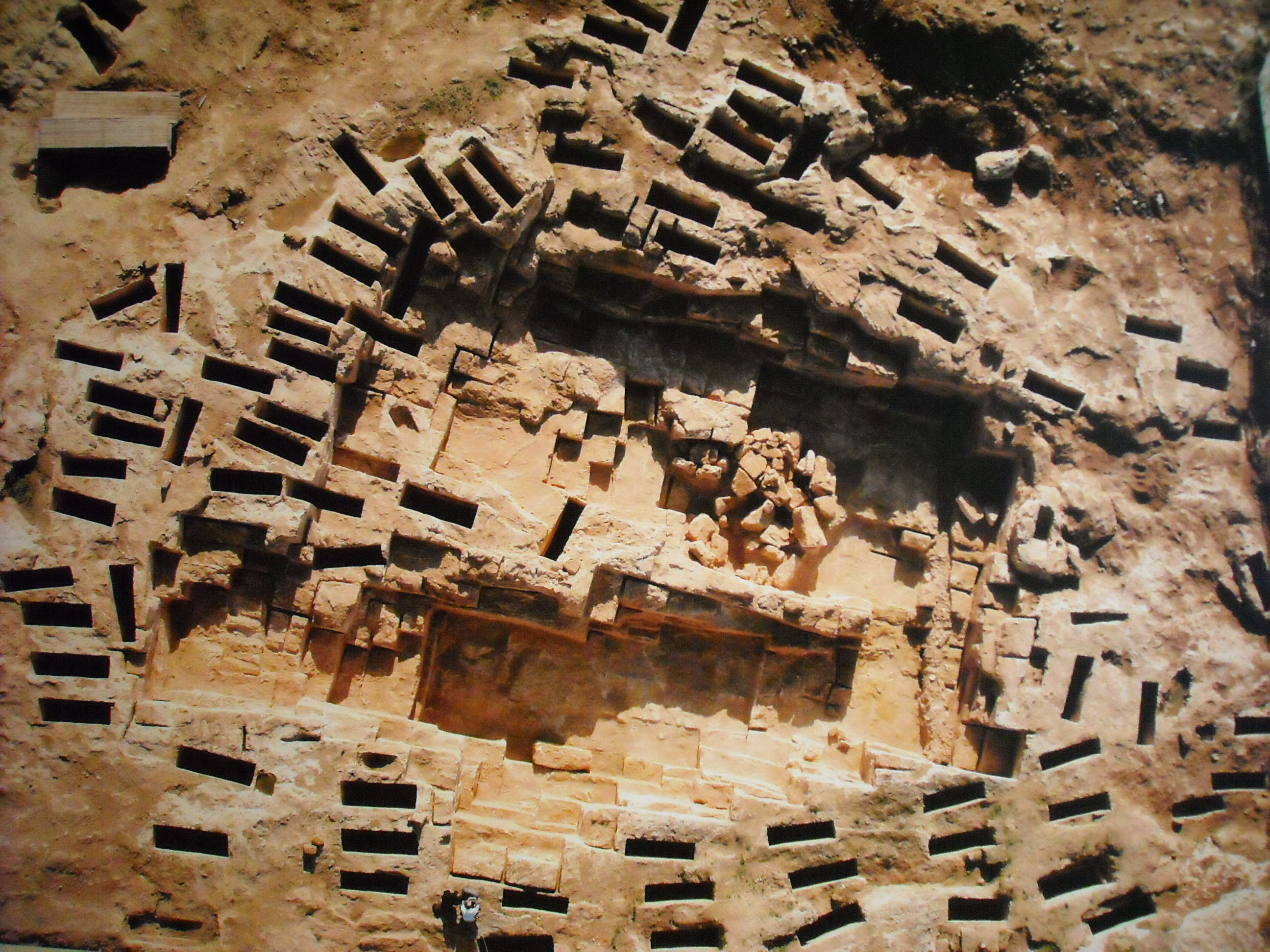
Punisk nekropol
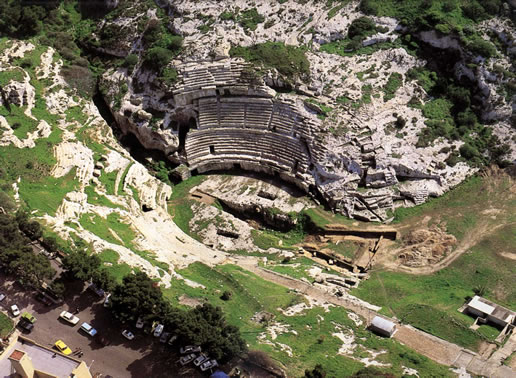
Romersk amfiteater
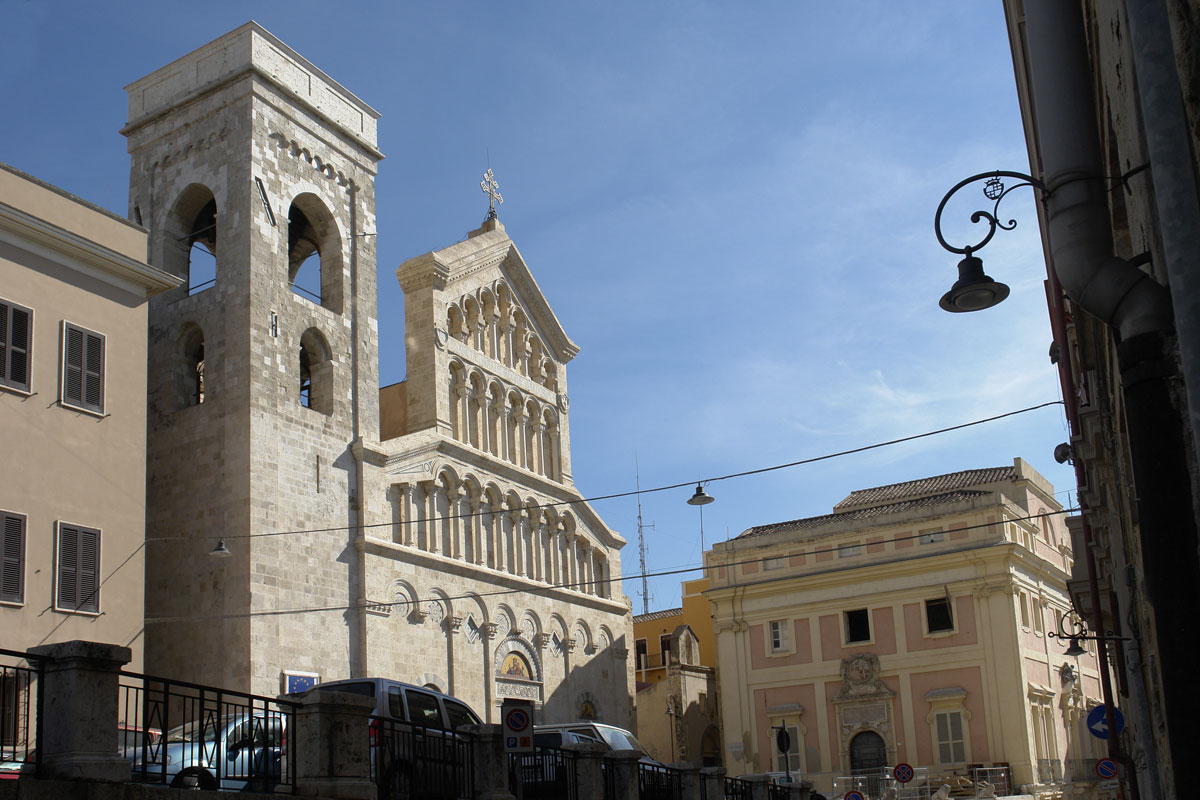
Cagliaris katedral

## Klimat
Cagliari har medelhavsklimat med varma torra somrar och milda vintrar.
|                                            | Jan  | Feb  | Mar  | Apr  | Maj  | Jun  | Jul  | Aug  | Sep  | Okt  | Nov  | Dec  |
| ------------------------------------------ | ---- | ---- | ---- | ---- | ---- | ---- | ---- | ---- | ---- | ---- | ---- | ---- |
| Normaldygnets maximitemperaturs medelvärde | 14,3 | 15,3 | 17,1 | 20,4 | 24,3 | 28,6 | 31,6 | 31,8 | 28,9 | 24,8 | 20,2 | 16,1 |
| Normaldygnets minimitemperaturs medelvärde | 7,7  | 8,2  | 9,2  | 11,1 | 14,3 | 18,1 | 20,6 | 21,1 | 19,0 | 15,7 | 11,5 | 8,8  |
|                                            |      |      |      |      |      |      |      |      |      |      |      |      |
| Nederbörd                                  | 5    | 6    | 4    | 4    | 2    | 1    | 0    | 1    | 1    | 3    | 6    | 5    |

| Diagram | temperaturer i °C • månadsnederbörd i mm | temperaturer i °C • månadsnederbörd i mm | temperaturer i °C • månadsnederbörd i mm | temperaturer i °C • månadsnederbörd i mm | temperaturer i °C • månadsnederbörd i mm | temperaturer i °C • månadsnederbörd i mm | temperaturer i °C • månadsnederbörd i mm | temperaturer i °C • månadsnederbörd i mm | temperaturer i °C • månadsnederbörd i mm | temperaturer i °C • månadsnederbörd i mm | temperaturer i °C • månadsnederbörd i mm | temperaturer i °C • månadsnederbörd i mm |
|         | 5 14 8                                   | 6 15 8                                   | 4 17 9                                   | 4 20 11                                  | 2 24 14                                  | 1 29 18                                  | 0 32 21                                  | 1 32 21                                  | 1 29 19                                  | 3 25 16                                  | 6 20 12                                  | 5 16 9                                   |